# Ballochia atrovirgata
Ballochia atrovirgata es una especie de planta fanerógama perteneciente a la familia Acanthaceae. Es originaria de Yemen, donde se encuentra en Socotra. Su hábitat natural son los bosques secos o matorrales secos subtropicales o tropicales.

## Ecología
Ballochia atrovirgata está generalizada en el matorral suculento y el bosque seco de hoja caduca (comúnmente asociado con Gnidia socotrana y Buxanthus hildebrandtii ); en las llanuras secas del interior, sobre todo a lo largo de ramblas y las faldas de las mesetas calcáreas de Occidente; también en Hamadero y Hoq en el este. A una altitud de 20 a 600 m.

## Taxonomía
Ballochia atrovirgata fue descrita por Isaac Bayley Balfour y publicado en Proceedings of the Royal Society of Edinburgh 12: 87. 1884.
Sinonimia
- Ballochia puberula Vierh.	[3]